# Helge (fleuve)
Pour les articles homonymes, voir Helge (homonymie).
L’Helge (en suédois Helge å ou Helgeån, « rivière sacrée ») est un fleuve du sud de la Suède, qui naît dans l'extrême sud du Småland (près de Rydaholm, commune de Värnamo) et se jette dans la Baltique au niveau de la baie de Hanö, en Scanie. Son cours a une longueur de 190 km. C'est le principal cours d'eau de la Scanie.

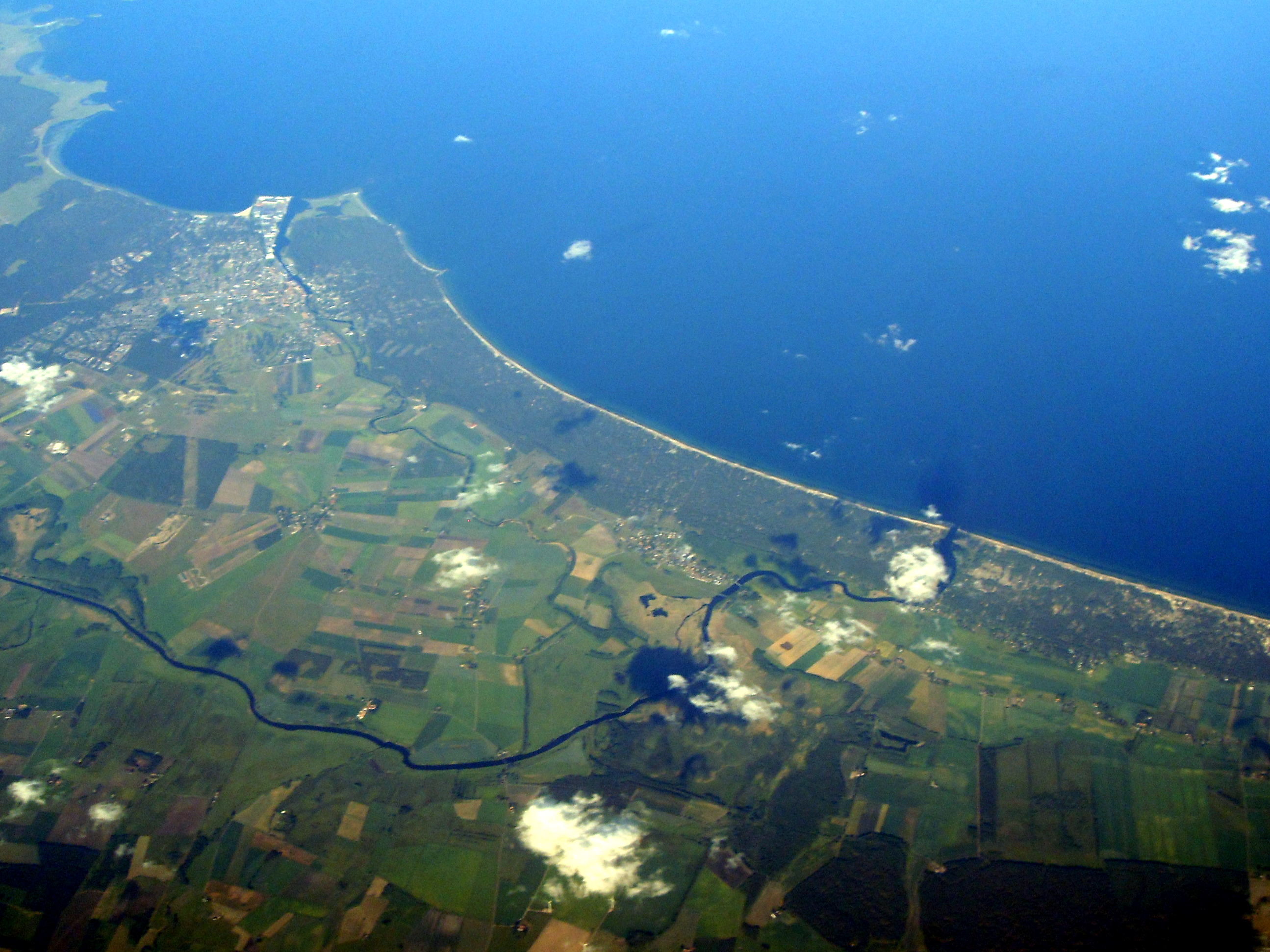
Vue aérienne de la basse vallée du fleuve et de son embouchure

## Géographie
Dans la première partie de son cours, jusque dans la commune d'Östra Göinge, le fleuve parcourt des terrains marécageux, puis un paysage forestier. Sur son tracé, le fleuve traverse plusieurs lacs (le plus connu est le Möckeln, dans le Småland. À partir de Torsebro, le cours d'eau coule au milieu de terres agricoles.
Une quinzaine de centrales hydroélectriques sont alimentées par le fleuve ; les plus importantes sont celles de Torsebro et de Genastorp.
Le bassin du fleuve comporte, entre Kristianstad et la mer, une zone humide de 80,42 km2 reconnue depuis le 5 décembre 1974 et protégée par la convention de Ramsar.

## Histoire
À son embouchure a eu lieu en 1026 un combat naval important (la bataille de l'Helgeå) entre les forces norvégiennes et suédoises d'Olav Haraldson et Anund Jacob et les forces anglo-danoises de Knut le Grand.
Depuis le Moyen Âge, le fleuve a été exploité pour fournir l'énergie de moulins, de scieries, de forges et de papeteries.